# 心悸
心悸（英語：palpitation）又称心慌，是患者自觉心臟跳動的不適感；其特征是可自我意识到胸腔内的心肌在收缩且心前区不适，严重者是感知到心脏剧烈、快速、不规则搏动，甚至伴有胸闷、头晕、眩暈、呼吸困難、恐慌等等。发作时心率可以正常，也可快或慢，同样心律可正常或不正常。
心悸有可能是某種嚴重疾病的表現，如冠心病，哮喘和肺氣腫。心悸時，心跳可能過快、過慢、不規則、或是以正常速度跳動。心悸的可能成因有過度用力、壓力、焦慮、恐慌，腎上腺素、尼古丁、可卡因、酒精、疾病（例如甲狀腺功能亢進）、藥物（如咖啡因等興奮劑）使用。心悸也是恐慌症或僧帽瓣狹窄的症狀。
當這種現象太經常發生時，就有可能意謂著身體某部位的不正常。心悸可能與心臟疾病、貧血或甲狀腺異常有關聯。
心悸的長度可能從幾秒到好幾小時不等，出現的頻率也可以是極少。心悸若是合併其他症狀，例如流汗、虛弱、胸痛、或暈眩，就有可能代表心臟功能異常，應該由醫生深入診斷。
心悸也有可能與焦慮或是恐慌症有關。在這種情況下，應該尋求心理醫師的幫助。